# Spartak (stacja kolejowa)
Spartak (ukr. Спартак) – węzłowa stacja kolejowa w miejscowości Nowa Buda, w rejonie buczańskim, w obwodzie kijowskim, na Ukrainie. Węzeł linii Kijów – Korosteń – Kowel ze ślepą linią do Bujanu.

## Historia
Stacja powstała w czasach carskich na linii Kijów – Kowel pomiędzy stacjami Borodzianka i Teterew. Początkowo nosiła nazwę Trubieckaja.